# میهاما، میئه
میهاما، میئه (به لاتین: Mihama, Mie) یک منطقهٔ مسکونی در ژاپن است که در Minamimuro District واقع شده‌است. میهاما ۸۸٫۲۸ کیلومترمربع مساحت و ۹٬۰۸۹ نفر جمعیت دارد.